# Amp futbol

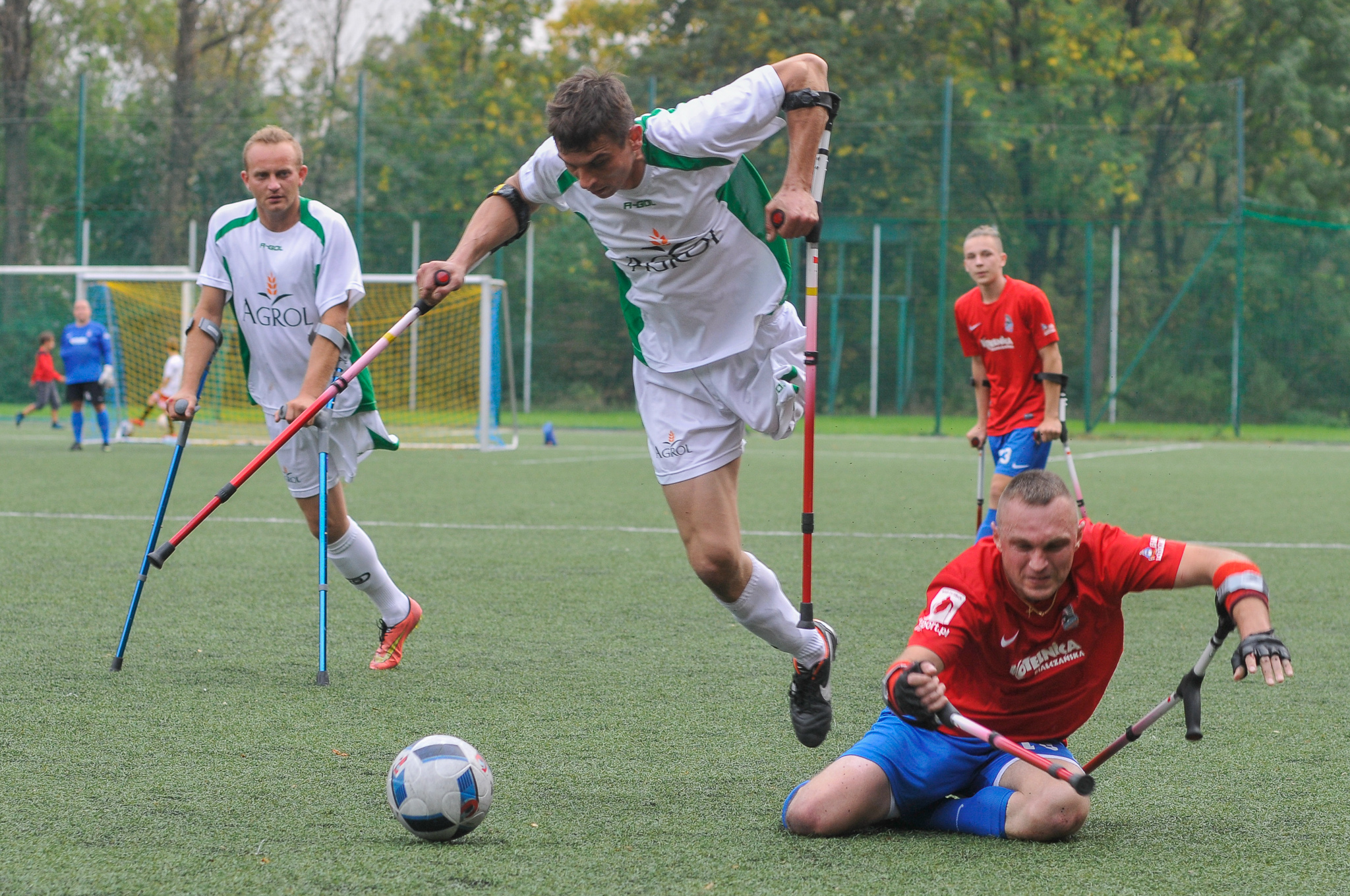
Decydujący mecz o mistrzostwo Amp Futbol Ekstraklasy 2016: GKS Góra (białe stroje) - Husaria Kraków

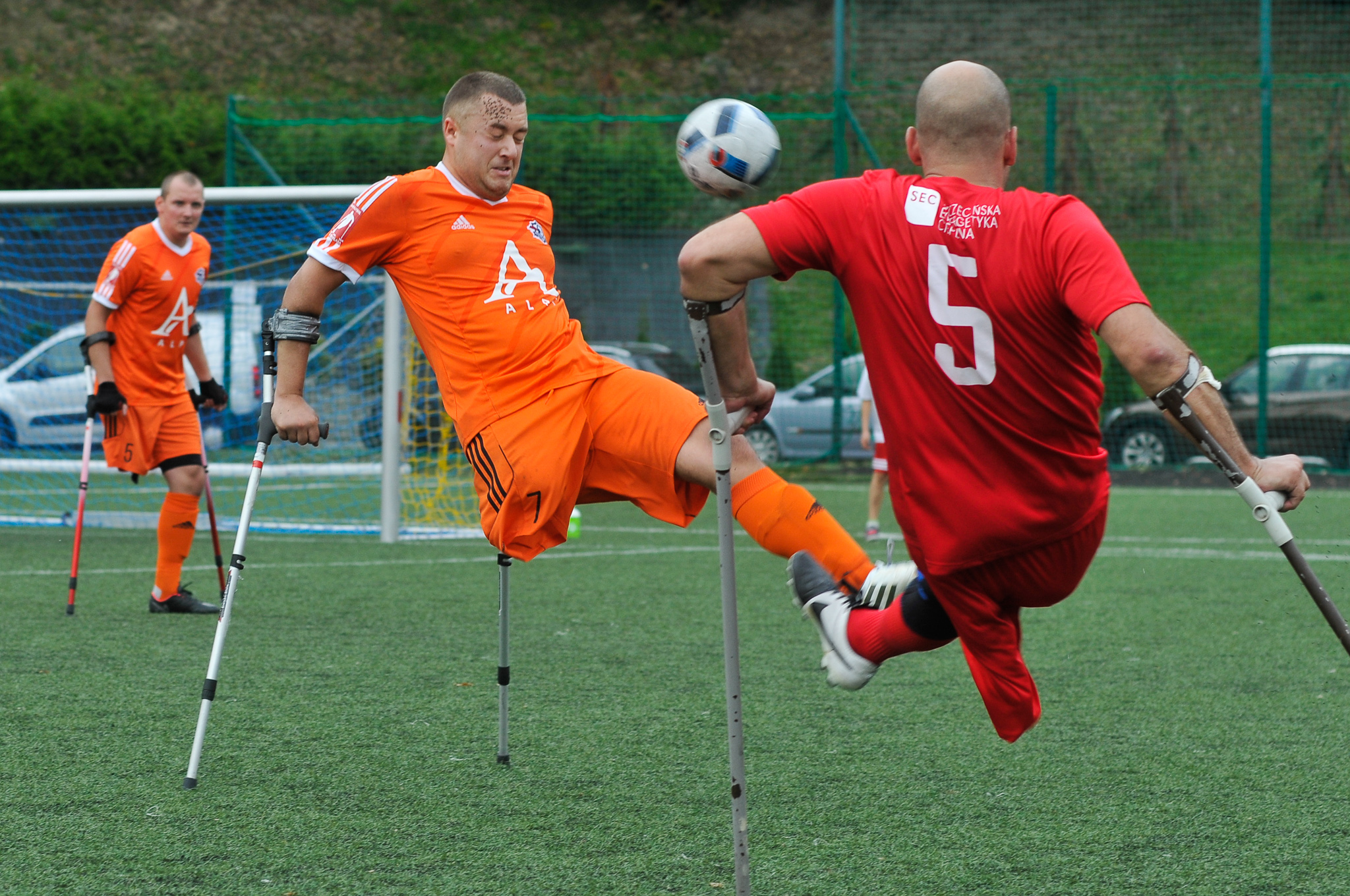
Amp Futbol Ekstraklasa 2016: Kuloodporni Bielsko-Biała - Gryf Szczecin (czerwone stroje)

Amp futbol (ang. Amputee Football, amer. Amp Soccer) – rodzaj piłki nożnej rozgrywanej przez zawodników po jednostronnej amputacji kończyny dolnej - w przypadku graczy z pola, lub kończyny górnej u bramkarzy. W drugiej dekadzie XXI wieku uprawiana w ponad 40 państwach.

## Historia amp futbolu na świecie
Początki amp futbolu, a w zasadzie amp soccera sięgają 1980 roku. Wtedy to w USA grupa niepełnosprawnych narciarzy z Donem Bennettem na czele, szukała możliwości utrzymania aktywności fizycznej także w sezonie letnim. Pomysł narodził się, gdy pewnego dnia syn Bennetta grał w koszykówkę. W pewnym momencie piłka potoczyła się do stojącego kilka metrów dalej Dona, a ten przy pomocy kul odkopnął ją do syna. W tym samym roku w Bellevue zorganizowano pierwsze spotkania i treningi nowo powstałej dyscypliny. Utworzono także pierwszy amp futbolowy związek na świecie – Amputee Soccer International.
Początkowo rozgrywano małe turnieje z udziałem trzech drużyn – USA, Salwadoru oraz Kanady. Na pełnowymiarowych boiskach grało po 11 zawodników w każdej drużynie. W 1984 roku w Seattle rozegrano pierwszy turniej z udziałem drużyn z całej Ameryki Północnej oraz Środkowej. Pierwsze Nieoficjalne Mistrzostwa Świata rozegrano w 1987 roku. Do 1990 roku turnieje odbywały się w USA. W 1991 roku impreza gościła w Taszkencie (Uzbekistan). Organizacja tych zawodów pozostawiała mnóstwo do życzenia – od niskiego poziomu sędziowania, po wpadki organizacyjne. Skutkiem tego było zahamowanie rozwoju dyscypliny na 7 lat. W 1987 powstały nowe przepisy gry, które uwzględniały inne wymiary boisk, bramek oraz liczby zawodników (7 na 7), lecz dopiero w 1998 roku w Alsager w Wielkiej Brytanii potwierdzono zmiany w regułach gry w amp futbol oraz dodano kilka nowych zasad. W grudniu tego samego roku powstała International Amputee Football Federation.
Dyscyplina zaczęła zatracać pierwotne wartości takie jak aktywizacja, rekreacja, rehabilitacja na rzecz profesjonalizmu. W 1999 roku w Kijowie na Ukrainie rozegrano pierwsze Mistrzostwa Europy w formule Open. Jednakże w 2002 roku na MŚ w Soczi nastał kolejny kryzys w amp futbolu. Podobnie jak w 1991 roku, głównymi problemami była polityka, słabe sędziowanie, przepychanki między delegatami państw uczestniczących. Wskutek tego, w następnych MŚ w Taszkencie (2003) wzięły udział tylko 4 reprezentacje. Rozgrywany chaosie turniej był niemalże kopią wydarzeń z Rosji poprzedniego roku.
Nowym początkiem dla dyscypliny okazały się MŚ 2005 odbywające się w Brazylii. Po raz pierwszy w mistrzostwach wziął udział zespół z Afryki – Sierra Leone. Po turnieju założono World Amputee Football Federation. Dzięki powstaniu federacji ustalono nowe standardy i wytyczne organizacji turniejów międzynarodowych. W 2007 roku w Turcji zorganizowano pierwsze oficjalne Mistrzostwa Świata w Amp Futbolu (wystartowało 10 spośród 12 zgłoszonych zespołów), a w tym samym roku w Sierra Leone odbył się pierwszy Puchar Narodów Afryki. Rok później, ponownie w Turcji odbyły się pierwsze Oficjalne Mistrzostwa Europy. W Mistrzostwach Świata w 2010, 2012 oraz 2014 roku startowały kolejno 15, 12 i 20 drużyn narodowych. W Mistrzostwach w 2018 roku udział wzięły 22 reprezentacje.

## Historia amp futbolu w Polsce
Pierwsze treningi amp futbolu w Polsce datowane są na październik 2011 roku, kiedy to na zgrupowanie w Warszawie przyjechało 13 zawodników. Zgrupowanie odbyło się dzięki inicjatywie Mateusza Widłaka, absolwenta fizjoterapii na Warszawskiej Akademii Medycznej oraz CESLA na Uniwersytecie Warszawskim. Razem z Markiem Dragoszem, licencjonowanym trenerem UEFA A oraz założycielem wielu akademii bramkarskich w całej Polsce, powołali w marcu 2012 roku Reprezentację Polski. Do sztabu szkoleniowego reprezentacji dołączyli Krzysztof Wajda (trener bramkarzy), Grzegorz Skrzeczek (fizjoterapeuta) oraz Norbert Bradel (trener mentalny). Oficjalnym debiutem kadry był Turniej Czterech Narodów w Manchesterze na przełomie marca i kwietnia 2012 roku. Polacy zajęli w nim 2. miejsce ustępując jedynie Anglii, pokonując Niemców i Irlandczyków. Od tego czasu reprezentacja występowała w takich turniejach jak: Victory Cup 2013 w Moskwie (6. miejsce), Paddy Power Cup 2013 w Irlandii (2. miejsce), Podhale Amp Futbol Cup 2015 (1. miejsce) oraz 2016 (1. miejsce), Catalunya Cup 2016 (2. miejsce). Polacy uczestniczyli także w turniejach wysokiej rangi. W prestiżowym turnieju Amp Futbol Cup rozgrywanym w Polsce odnieśli jak dotychczas jedno zwycięstwo (2019), a także zajmowali trzykrotnie 2. miejsce (2015, 2016 i 2017) oraz czterokrotnie 3. miejsce. Na Mistrzostwach Świata reprezentacja Polski wystąpiła dotychczas trzykrotnie: w 2012 roku w Kaliningradzie zajęła przedostatnie, 11. miejsce, w 2014 roku w Culiacán (Meksyk) otarła się o podium zajmując 4. miejsce, zaś w 2018 roku (San Juan de los Lagos, Meksyk) uplasowała się na 7. pozycji.
Pierwszym założonym klubem w Polsce był GKS Góra.
Pierwszy sezon Amp Futbol Ekstraklasy wystartował w 2015 roku. W debiutanckich rozgrywkach Amp Futbol Ekstraklasy wystartowały 4 drużyny, a pierwszym Mistrzem Polski została Husaria Kraków.
W 2017 roku w Polsce funkcjonowało 10 klubów ampfutbolowych, z których cztery rywalizowały w rozgrywkach ligowych (GKS Góra, Husaria Kraków, Gloria Varsovia oraz Kuloodporni Bielsko-Biała; pozostałe 6 klubów to: Amp Futbol Kielce, Amp Futbol Szombierki Bytom, AMP Zjednoczeni Bydgoszcz, Amp Futbol Wielkopolska, One Legnica oraz Amp Futbol Lublin. W przeszłości funkcjonował i uczestniczył w dwóch sezonach Ekstraklasy Gryf Szczecin. 
W sezonie 2017 gościnnie w polskiej lidze występowała drużyna z Niemiec - Anpfif Hoffenheim (filia bundesligowego TSG 1899 Hoffenheim). Rozgrywki prowadzone są systemem turniejowym, każda z drużyn organizuje dwudniowe rozgrywki w swojej miejscowości. Podczas każdego turnieju obowiązuje system „każdy z każdym”.
W sezonie 2019 w rozgrywkach ligowych udział bierze 5 zespołów, w tym Legia Warszawa, która była pierwszym polskim klubem biorącym udział w rozgrywkach Ligi Mistrzów EAFF - w turnieju, który odbył się w Tbilisi w dniach 25 i 26 maja 2019 roku warszawska drużyna zajęła 3. miejsce.
W 2022 r. powstała reprezentacja Polski w amp futbolu kobiet, która w 2024 r. zdobyła brązowy medal mistrzostw świata.

## Zasady
Podstawowe przepisy gry w Amp Futbol bazują na regułach piłki nożnej osób pełnosprawnych, ale ze względu na charakterystykę tego sportu istnieje kilka kluczowych różnic. Mecze rozgrywane są na polu gry w kształcie prostokąta o długości 55-65 metrów i szerokości 35-45 m. Najczęściej spotykane boiska w turniejach międzynarodowych mają wymiary 40 x 60 m. Pole karne ma kształt prostokąta o wymiarach 10 x 8 m. Od bramki w kierunku środka boiska 8 m oraz po 2,5 m do boku od każdego ze słupków bramki. Punkt wykonywania rzutu karnego wyznacza się 8 metrów od środka bramki. Bramki mają wymiary: 2
m wysokości, 5 m szerokości. 
W polskiej ekstraklasie, do 2018 roku, czas gry wynosił 2 x 20 minut, natomiast po zunifikowaniu Przepisów Gry, i dostosowaniu zapisów do światowych rozgrywek w polskiej AMP Futbol Ekstraklasie, obecnie każdy mecz trwa 2 x 25 minut (10 minut przerwy pomiędzy połowami).
Każdy ze szkoleniowców może poprosić o regulaminową przerwę jeden raz na połowę meczu (nie może ona trwać dłużej niż minutę). Dogrywka trwa dwie połowy po 10 minut (lub zastosowana jest zasada „złotej bramki”). Podczas dogrywki trenerom również przysługuje skorzystanie z przerwy regulaminowej raz na połowę. Drużyna liczy 6 zawodników z pola plus bramkarz oraz zawodnicy rezerwowi. Zawodnikiem z pola może być osoba po jednostronnej amputacji kończyny dolnej, bramkarzem – kończyny górnej. Zmiany "hokejowe" dokonywane są w dowolnym momencie, za pozwoleniem sędziego, nie więcej niż dwie jednocześnie. Zawodnik może powrócić do gry w każdym momencie.
Podczas rzutu od bramki piłkę do gry może wprowadzić bramkarz lub jeden z graczy z pola (piłka musi znajdować się w polu karnym). Piłka jest w grze w momencie, gdy opuści pole karne. Wrzuty z autu wykonywane są z ziemi, podobnie jak rzuty wolne pośrednie (piłka musi znajdować się precyzyjnie na linii bocznej boiska). Przy wznowieniu od bramki, gdy nastąpił aut bramkowy, bramkarz nie może wyekspediować piłki poza swoją połowę boiska, może to uczynić dopiero po rozegraniu piłki z partnerem z drużyny (podczas trwania akcji, gdy bramkarz interweniuje i piłka nie opuści placu gry poza linię bramkową przepis nie obowiązuje).
Zabronione są wślizgi, ich wykonanie karane jest rzutem wolnym bezpośrednim. Bramkarze mogą rzucić się do piłki jedną ręką, by obronić bramki, nie mogą natomiast wpierw zaatakować piłki obiema nogami. Zagrania kulą mogą być pojedyncze i tylko przypadkowe. Każde inne zagranie kulą, które są umownymi przedłużeniami rąk, traktuje się jak zagranie piłki ręką (w tym zagranie kikutem, w celu wyrównania szans amputacji na różnych wysokościach). Zagranie piłki kulą w polu karnym w celu zatrzymania strzału, karane jest rzutem karnym, natomiast dotknięcie piłki kulą w celu jej opanowania skutkuje rzutem wolnym bezpośrednim w obrębie pola karnego. Celowy faul kulą łokciową karany jest rzutem karnym dla rywala i wykluczeniem z gry. Bramkarz nie może w trakcie gry opuszczać pola karnego, w przeciwnym razie dyktowany jest rzut karny dla przeciwnika, a bramkarz wykluczony z gry. Jeśli bramkarz trzyma rękę na piłce, a piłka ta jest na podłożu – zawodnik drużyny atakującej nie może go atakować. Zawodnicy drużyny broniącej podczas wykonania rzutów wolnych pośrednich oraz bezpośrednich muszą znajdować się minimum 6 m od piłki. Podczas wykonywania rzutu karnego wszyscy gracze oprócz bramkarza i strzelającego muszą znajdować się minimum 6 m od piłki. Nie obowiązuje w grze przepis o spalonym.

## Amp futbol na świecie
Reprezentacje państw, które występowały w meczach międzypaństwowych (mistrzowskich oraz towarzyskich) piłkarzy po amputacjach:
Państwa, w których utworzono ligi drużyn osób po amputacjach:
| - Anglia - Argentyna - Brazylia | - Iran - Polska - Rosja | - Salwador - Stany Zjednoczone - Turcja |

## Rozgrywki międzypaństwowe

### Mistrzostwa świata
Pierwsze Nieoficjalnie Mistrzostwa Świata w Amp Futbolu rozegrano w 1987 roku. Od 1998 roku rozgrywane są w formule 7 vs 7. W 2007 roku rozegrano pierwsze Oficjalnie Mistrzostwa Świata.
| Rok                   | Gospodarz             | Złoto                 | Srebro                | Brąz                  | IV miejsce            | Miejsce Polski        | Uwagi                                                          |
| Turnieje nieoficjalne | Turnieje nieoficjalne | Turnieje nieoficjalne | Turnieje nieoficjalne | Turnieje nieoficjalne | Turnieje nieoficjalne | Turnieje nieoficjalne | Turnieje nieoficjalne                                          |
| --------------------- | --------------------- | --------------------- | --------------------- | --------------------- | --------------------- | --------------------- | -------------------------------------------------------------- |
| 1987                  | Stany Zjednoczone     | Salwador              | b.d.                  | b.d.                  | b.d.                  | n/s                   | Pierwsze Nieoficjalne MŚ                                       |
| 1988                  | Stany Zjednoczone     | Salwador              | Stany Zjednoczone     | Anglia                | b.d.                  | n/s                   |                                                                |
| 1989                  | Stany Zjednoczone     | Anglia                | Salwador              | b.d.                  | b.d.                  | n/s                   | 9 reprezentacji                                                |
| 1990                  | Stany Zjednoczone     | Anglia                | Brazylia              | b.d.                  | b.d.                  | n/s                   | 5 reprezentacji                                                |
| 1991                  | Uzbekistan            | b.d.                  | b.d.                  | b.d.                  | b.d.                  | n/s                   | Słaba organizacja MŚ, zastopowanie rozwoju dyscypliny na 7 lat |
| 1998                  | Anglia                | Rosja                 | Uzbekistan            | Brazylia              | b.d.                  | n/s                   | Pierwsze MŚ w formule 7 vs 7                                   |
| 2000                  | Stany Zjednoczone     | Brazylia              | Rosja                 | Ukraina               | Uzbekistan            | n/s                   |                                                                |
| 2001                  | Brazylia              | Brazylia              | Rosja                 | Anglia                | Ukraina               | n/s                   |                                                                |
| 2002                  | Rosja                 | Rosja                 | Brazylia              | Uzbekistan            | b.d.                  | n/s                   |                                                                |
| 2003                  | Uzbekistan            | Rosja                 | Ukraina               | Brazylia              | Uzbekistan            | n/s                   | 4 reprezentacje                                                |
| 2005                  | Brazylia              | Brazylia              | Rosja                 | Anglia                | Ukraina               | n/s                   | 6 reprezentacji                                                |
| Turnieje oficjalne    |                       |                       |                       |                       |                       |                       |                                                                |
| 2007                  | Turcja                | Uzbekistan            | Rosja                 | Turcja                | Brazylia              | n/s                   | pierwsze Oficjalne MŚ, 10 reprezentacji                        |
| 2010                  | Argentyna             | Uzbekistan            | Argentyna             | Turcja                | Rosja                 | n/s                   | 15 reprezentacji                                               |
| 2012                  | Rosja                 | Uzbekistan            | Rosja                 | Turcja                | Argentyna             | 11. miejsce           | debiut reprezentacji Polski, 12 reprezentacji                  |
| 2014                  | Meksyk                | Rosja                 | Angola                | Turcja                | Polska                | 4. miejsce            | 20 reprezentacji                                               |
| 2018                  | Meksyk                | Angola                | Turcja                | Brazylia              | Meksyk                | 7. miejsce            | 22 reprezentacje                                               |
| 2022                  | Turcja                | Turcja                | Angola                | Uzbekistan            | Haiti                 | 13. miejsce           | 24 reprezentacje                                               |

#### Tabela medalowa Mistrzostw Świata
Poniższa tabela obejmuje wyłącznie osiągnięcia zespołów w oficjalnych edycjach mistrzostw świata.
| Msc. | Państwo    |   |   |   | IV | Razem |
| ---- | ---------- | - | - | - | -- | ----- |
| 1.   | Uzbekistan | 3 | 0 | 1 | 0  | 4     |
| 2.   | Rosja      | 1 | 2 | 0 | 1  | 3     |
| 3.   | Angola     | 1 | 2 | 0 | 0  | 3     |
| 4.   | Turcja     | 1 | 1 | 4 | 0  | 6     |
| 5.   | Argentyna  | 0 | 1 | 0 | 1  | 1     |
| 6.   | Brazylia   | 0 | 0 | 1 | 1  | 1     |
| -    | Polska     | 0 | 0 | 0 | 1  | 0     |
| -    | Meksyk     | 0 | 0 | 0 | 1  | 0     |
| -    | Haiti      | 0 | 0 | 0 | 1  | 0     |

### Mistrzostwa Europy
Pierwsze Mistrzostwa Europy w Amp Futbolu rozegrano w 1999 roku w formule Open, stąd obecność reprezentacji spoza kontynentu. W 2008 roku rozegrano pierwsze Oficjalne Mistrzostwa Europy.
| Rok                   | Gospodarz             | Złoto                 | Srebro                | Brąz                  | IV miejsce            | Miejsce Polski        | Uwagi                                 |
| Turnieje nieoficjalne | Turnieje nieoficjalne | Turnieje nieoficjalne | Turnieje nieoficjalne | Turnieje nieoficjalne | Turnieje nieoficjalne | Turnieje nieoficjalne | Turnieje nieoficjalne                 |
| --------------------- | --------------------- | --------------------- | --------------------- | --------------------- | --------------------- | --------------------- | ------------------------------------- |
| 1999                  | Ukraina               | Brazylia              | Rosja                 | Uzbekistan            | b.d.                  | n/s                   | ME w formule Open                     |
| Turnieje oficjalne    |                       |                       |                       |                       |                       |                       |                                       |
| 2008                  | Turcja                | Rosja                 | Turcja                | Anglia                | Ukraina               | n/s                   | pierwsze oficjalne ME 5 reprezentacji |
| 2017                  | Turcja                | Turcja                | Anglia                | Polska                | Hiszpania             | 3. miejsce            | 12 reprezentacji                      |
| 2021                  | Polska                | Turcja                | Hiszpania             | Polska                | Rosja                 | 3. miejsce            | 14 reprezentacji                      |
| 2024                  | Francja               | Turcja                | Hiszpania             | Polska                | Anglia                | 3. miejsce            | 16 reprezentacji                      |

#### Tabela medalowa Mistrzostw Europy
Nieoficjalna tabela medalowa Mistrzostw Europy.
| Msc. | Państwo   |   |   |   | IV | Razem |
| ---- | --------- | - | - | - | -- | ----- |
| 1.   | Turcja    | 3 | 1 | 0 | 0  | 4     |
| 2.   | Rosja     | 1 | 0 | 0 | 1  | 1     |
| 3.   | Anglia    | 0 | 1 | 1 | 1  | 2     |
| 4.   | Hiszpania | 0 | 2 | 0 | 1  | 2     |
| 5.   | Polska    | 0 | 0 | 3 | 0  | 3     |
| -    | Ukraina   | 0 | 0 | 0 | 1  | 0     |

### Puchar Narodów Afryki
Pierwszy Puchar Narodów Afryki w Amp Futbolu rozegrano w 2007 roku na boiskach w Sierra Leone.
| Rok  | Gospodarz        | Złoto   | Srebro       | Brąz              | IV miejsce     | Uwagi            |
| ---- | ---------------- | ------- | ------------ | ----------------- | -------------- | ---------------- |
| 2007 | Sierra Leone     | Ghana   | Liberia      | Sierra Leone      | Sierra Leone B | 4 reprezentacje  |
| 2009 | Liberia          | Liberia | Sierra Leone | / Ghana / Nigeria | b.d.           |                  |
| 2011 | Ghana            | Liberia | Ghana        | Angola            | b.d.           | [ 12 ]           |
| 2013 | Kenia            | Liberia | Angola       | Ghana             | Nigeria        | 6 reprezentacji  |
| 2019 | Angola, Benguela | Angola  | Nigeria      |                   |                | 6 reprezentacji  |
| 2021 | Tanzania         | Ghana   | Liberia      | Angola            | Tanzania       | 13 reprezentacji |

#### Tabela medalowa Pucharu Narodów Afryki
| Msc. | Państwo      |   |   |   | IV | Razem |
| ---- | ------------ | - | - | - | -- | ----- |
| 1.   | Liberia      | 3 | 2 | 0 | 0  | 5     |
| 2.   | Ghana        | 2 | 1 | 2 | 0  | 5     |
| 3.   | Angola       | 0 | 1 | 2 | 0  | 3     |
| 4.   | Sierra Leone | 0 | 1 | 1 | 0  | 2     |
| 5.   | Nigeria      | 0 | 0 | 1 | 1  | 1     |

### Puchar CECAAF
| Rok  | Gospodarz               | Złoto  | Srebro | Brąz     | IV miejsce | Uwagi           |
| ---- | ----------------------- | ------ | ------ | -------- | ---------- | --------------- |
| 2019 | Tanzania, Dar es Salaam | Rwanda | Kenia  | Tanzania | Zanzibar   | 5 reprezentacji |

### Copa América
| Edycja | Gospodarz | Złoto    | Srebro          | Brąz              | IV miejsce | Uwagi           |
| ------ | --------- | -------- | --------------- | ----------------- | ---------- | --------------- |
| 2009   | Argentyna | Brazylia | Argentyna       | Salwador          | Ghana      | 4 reprezentacje |
| 2013   | Brazylia  | Brazylia | Meksyk Północny | Meksyk Południowy | Argentyna  | 7 reprezentacji |
| 2015   | Meksyk    | Brazylia | Argentyna       | Kolumbia          | Meksyk     | 8 reprezentacji |

### Copa Sudamericana
| Edycja | Gospodarz | Złoto     | Srebro   | Brąz    | IV miejsce | Uwagi           |
| ------ | --------- | --------- | -------- | ------- | ---------- | --------------- |
| 2018   | Argentyna | Argentyna | Brazylia | Urugwaj | –          | 3 reprezentacje |

### Copa Centroamericana
| Rok  | Gospodarz | Złoto     | Srebro    | Brąz       | IV miejsce | Uwagi           |
| ---- | --------- | --------- | --------- | ---------- | ---------- | --------------- |
| 2017 | Salwador  | Salwador  | Kostaryka | Cabañas FC | Honduras   | 3 reprezentacje |
| 2019 | Kostaryka | Kostaryka | Salwador  | Honduras   | Panama     | 4 reprezentacje |

### Amp Futbol Cup
Amp Futbol Cup to międzynarodowy turniej piłkarski organizowany od 2012 roku w Polsce.
| Edycja | Złoto  | Srebro      | Brąz      | IV miejsce | Miejsce Polski | Uwagi           |
| ------ | ------ | ----------- | --------- | ---------- | -------------- | --------------- |
| 2012   | Anglia | Ukraina     | Polska    | Irlandia   | 3. miejsce     | 5 reprezentacji |
| 2013   | Anglia | Ukraina     | Polska    | Holandia   | 3. miejsce     | 5 reprezentacji |
| 2014   | Turcja | Anglia      | Polska    | Ukraina    | 3. miejsce     | 6 reprezentacji |
| 2015   | Turcja | Polska      | Hiszpania | Włochy     | 2. miejsce     | 6 reprezentacji |
| 2016   | Rosja  | Polska      | Anglia    | Hiszpania  | 2. miejsce     | 6 reprezentacji |
| 2017   | Anglia | Polska      | Japonia   | Irlandia   | 2. miejsce     | 6 reprezentacji |
| 2018   | Anglia | Rosja       | Polska    | Ukraina    | 3. miejsce     | 6 reprezentacji |
| 2019   | Polska | Rosja       | Francja   | Włochy     | 1. miejsce     | 6 reprezentacji |
| 2020   | Polska | Azerbejdżan | brak      | brak       | 1. miejsce     | 2 reprezentacje |
| 2021   | Polska | Ukraina     | Izrael    | brak       | 1. miejsce     | 3 reprezentacje |
| 2022   | .      | .           | .         | .          | .              | .               |

#### Amp Futbol Cup Podhale
| Edycja | Złoto  | Srebro   | Brąz    | IV miejsce | Miejsce Polski | Uwagi           |
| ------ | ------ | -------- | ------- | ---------- | -------------- | --------------- |
| 2015   | Polska | Irlandia | Ukraina | Holandia   | 1. miejsce     | 4 reprezentacje |
| 2016   | Polska | Irlandia | Ukraina | Niemcy     | 1. miejsce     | 4 reprezentacje |

### Inne turnieje
| Turniej                                      | Termin          | Gospodarz                  | Złoto     | Srebro    | Brąz              | IV miejsce | Uwagi           |
| -------------------------------------------- | --------------- | -------------------------- | --------- | --------- | ----------------- | ---------- | --------------- |
| 4 Nation Development Tournament 2012         | 31.03-1.04.2012 | Anglia, Manchester         | Anglia    | Polska    | Irlandia          | Niemcy     | 4 reprezentacje |
| Paddy Power Cup 2013                         | 10-11.08.2013   | Irlandia, Limerick         | Anglia    | Polska    | Irlandia          | Niemcy     | 6 reprezentacji |
| Catalunya Cup 2016                           | 23-24.04.2016   | Hiszpania, Les Preses      | Hiszpania | Polska    | Francja           | –          | 3 reprezentacje |
| Copa Confederaciones w Amp Futbolu 2016      | 27-28.08.2016   | Kolumbia, Bogota           | Brazylia  | Argentyna | Kolumbia          | –          | 3 reprezentacje |
| US Amputee Soccer Lonestar Invitational 2018 | 1-3.06.2018     | Stany Zjednoczone, Houston | Anglia    | Haiti     | Stany Zjednoczone | –          | 3 reprezentacje |

### Mistrzostwa Świata kobiet
| Rok  | Gospodarz | Złoto | Srebro | Brąz | IV miejsce | Miejsce Polski | Uwagi            |
| ---- | --------- | ----- | ------ | ---- | ---------- | -------------- | ---------------- |
| 2024 | Kolumbia  |       |        |      | b.d.       | n/s            | 12 reprezentacji |

## Rozgrywki klubowe

### Rozgrywki międzynarodowe

#### Liga Mistrzów EAFF
| Sezon | gospodarz     | Mistrz               | Wicemistrz     | III miejsce    | IV miejsce    | Uwagi            |
| ----- | ------------- | -------------------- | -------------- | -------------- | ------------- | ---------------- |
| 2019  | Tbilisi       | Ortotek Gaziler S.K. | Dynamo Ałtaj   | Legia Warszawa | Cork City     | 6 klubów         |
| 2020  | Bielsko-Biała | n/s                  | n/s            | n/s            | n/s           | turniej odwołany |
| 2021  | Gaziantep     | Sahinbey Gaziantep   | Legia Warszawa | Vicenza Calcio | Qarabag Agdam | 5 klubów         |
| 2022  | Kraków        | .                    | .              | .              | .             | 8 klubów         |

### Rozgrywki krajowe

#### Anglia

##### EAFA Super League
| Sezon     | T. | Mistrz            | Wicemistrz | III miejsce | Uwagi  |
| --------- | -- | ----------------- | ---------- | ----------- | ------ |
| 2018/2019 | 1  | EAFA Crewe Sharks | b.d.       | b.d.        | [ 36 ] |

##### EAFA League
| Sezon     | T. | Mistrz                | Wicemistrz            | III miejsce          | Uwagi   |
| --------- | -- | --------------------- | --------------------- | -------------------- | ------- |
| 2013      | 1  | Manchester Amp F.C.   | Lancs&Mersey Amp F.C. | Oxford City Amp F.C. | 4 kluby |
| 2013/2014 | 1  | Lancs&Mersey Amp F.C. | Oxford City Amp F.C.  | Manchester Amp F.C.  | 4 kluby |
| 2014/2015 | 1  | Oxford City Amp F.C.  | b.d.                  | b.d.                 | [ 36 ]  |
| 2015/2016 | 1  | Peterborough Amp F.C. | b.d.                  | b.d.                 | [ 36 ]  |
| 2016/2017 | 1  | Everton Amp F.C.      | b.d.                  | b.d.                 | [ 36 ]  |
| 2017/2018 | 2  | Everton Amp F.C.      | b.d.                  | b.d.                 | [ 36 ]  |
| 2018/2019 | 2  | Peterborough Amp F.C. | b.d.                  | b.d.                 | [ 36 ]  |

##### EAFA League Cup
| Sezon     | T. | Mistrz                | Finalista | Uwagi  |
| --------- | -- | --------------------- | --------- | ------ |
| 2013/2014 | 1  | Lancs&Mersey Amp F.C. | b.d.      | [ 36 ] |
| 2014/2015 | 1  | Oxford City Amp F.C.  | b.d.      | [ 36 ] |
| 2015/2016 | 1  | Everton Amp F.C.      | b.d.      | [ 36 ] |
| 2016/2017 | 1  | Peterborough Amp F.C. | b.d.      | [ 36 ] |
| 2017/2018 | 1  | Portsmouth Amp F.C.   | b.d.      | [ 36 ] |
| 2018/2019 | 1  | Arsenal Amp F.C.      | b.d.      | [ 36 ] |

##### The FA Disability Cup
| Sezon | Data            | T. | Mistrz                | Wynik | Finalista           | Uwagi         |
| ----- | --------------- | -- | --------------------- | ----- | ------------------- | ------------- |
| 2017  | 6 maja 2017     | 1  | Peterborough Amp F.C. | 3:2   | Everton Amp F.C.    | [ 36 ] [ 38 ] |
| 2018  | 17 czerwca 2018 | 2  | Peterborough Amp F.C. | 3:2   | Everton Amp F.C.    | [ 36 ] [ 38 ] |
| 2019  | 16 czerwca 2019 | 1  | Everton Amp F.C.      | 4:1   | Portsmouth Amp F.C. | [ 36 ] [ 38 ] |

#### Irlandia
| Sezon | T. | Mistrz               | Wicemistrz    | III miejsce          | Król strzelców                   | Br. | Uwagi   |
| ----- | -- | -------------------- | ------------- | -------------------- | -------------------------------- | --- | ------- |
| 2018  | 1  | Cork City F.C.       | Bohemian F.C. | Shamrock Rovers F.C. | James Boyle (Bohemian F.C.)      | 20  | 3 kluby |
| 2019  | 1  | Shamrock Rovers F.C. | Bohemian F.C. | Cork City F.C.       | Alan Wall (Shamrock Rovers F.C.) | 10  | 3 kluby |
| 2020  |    |                      |               |                      |                                  |     | 4 kluby |

#### Polska
| Sezon | T. | Mistrz                    | Wicemistrz                    | III miejsce                                               | Król strzelców                                        | Br. | Najlepszy zawodnik              | Najlepszy bramkarz                  | Uwagi    |
| ----- | -- | ------------------------- | ----------------------------- | --------------------------------------------------------- | ----------------------------------------------------- | --- | ------------------------------- | ----------------------------------- | -------- |
| 2015  | 1  | Husaria Kraków            | Gryf Szczecin                 | GKS Góra                                                  | Tomasz Miś (Husaria)                                  | 12  | Mateusz Kabała (Husaria)        | Marek Zadębski (Husaria)            | 4 kluby  |
| 2016  | 2  | Husaria Kraków            | GKS Góra                      | Lampart Warszawa                                          | Tomasz Miś (Husaria)                                  | 15  | Bartosz Łastowski (Gryf)        | Jakub Popławski (Lampart)           | 5 klubów |
| 2017  | 3  | Husaria Kraków            | Gloria Varsovia               | Kuloodporni Bielsko-Biała                                 | Jakub Kożuch (Gloria)                                 | 18  | Jakub Kożuch (Gloria)           | Jakub Popławski (Gloria)            | 5 klubów |
| 2018  | 1  | Gloria Varsovia           | Kuloodporni Bielsko-Biała     | Husaria Kraków                                            | Jakub Kożuch (Gloria) Bartosz Łastowski (Kuloodporni) | 11  | Krystian Kapłon (Husaria)       | Jakub Popławski (Gloria)            | 4 kluby  |
| 2019  | 1  | Kuloodporni Bielsko-Biała | Husaria Kraków                | Legia Warszawa                                            | Bartosz Łastowski (Kuloodporni)                       | 24  | Bartosz Łastowski (Kuloodporni) | Igor Woźniak (Husaria)              | 4 kluby  |
| 2020  | 2  | Legia Warszawa            | Husaria Kraków / Wisła Kraków | Kuloodporni Bielsko-Biała / TSP Kuloodporni Bielsko-Biała | Krystian Kapłon (Wisła)                               | 19  | Krystian Kapłon (Wisła)         | Jakub Popławski (Legia)             | 5 klubów |
| 2021  | 4  | Wisła Kraków              | Legia Warszawa                | TSP Kuloodporni Bielsko-Biała                             | Bartosz Łastowski (Legia)                             | 29  | Krystian Kapłon (Wisła)         | Łukasz Miśkiewicz (TSP Kuloodporni) | 5 klubów |
| 2022  |    |                           |                               |                                                           |                                                       |     |                                 |                                     | 6 klubów |

#### Turcja
| Sezon     | T. | Mistrz                              | Wicemistrz                  | III miejsce                     | Uwagi     |
| --------- | -- | ----------------------------------- | --------------------------- | ------------------------------- | --------- |
| 2012/2013 |    | Yenimahalle Gençlik Engelliler S.K. | Kara Kuvvetleri Gücü        | Kayseri Melikgazi Belediye S.K. | 10 klubów |
| 2013/2014 |    | Yenimahalle Gençlik Engelliler S.K. | TSK Rehabilitasyon MRK.S.K. | İstanbul Özürlüler S.K.         | 10 klubów |
| 2014/2015 |    | Yenimahalle Gençlik Engelliler S.K. | TSK Rehabilitasyon MRK.S.K. | Şahinbey Belediye Gençlikspor   | 10 klubów |
| 2015/2016 |    | Ortotek Gaziler S.K.                | TSK Rehabilitasyon MRK.S.K. | Şahinbey Belediye Gençlikspor   | 10 klubów |
| 2016/2017 |    | Ortotek Gaziler S.K.                | b.d.                        | b.d.                            | 10 klubów |
| 2017/2018 |    | Ortotek Gaziler S.K.                | TSK Rehabilitasyon MRK.S.K. | Şahinbey Belediye Gençlikspor   | 10 klubów |
| 2018/2019 |    | Şahinbey Belediye Gençlikspor       | Ortotek Gaziler S.K.        | Pendik Engelliler S.K.          | 10 klubów |

#### Włochy
| Sezon | T. | Mistrz                             | Wicemistrz              | III miejsce         | Uwagi   |
| ----- | -- | ---------------------------------- | ----------------------- | ------------------- | ------- |
| 2019  | 1  | Nuova Montelabbate Calcio Amputati | Vicenza Calcio Amputati | Levante C. Pegliese | 4 kluby |